# Târgoviște
Târgoviște è un municipio della Romania di 88 458 abitanti (dati 2009), capoluogo del distretto di Dâmbovița, nella regione storica della Muntenia.
Târgoviște è situata sulla riva destra dello Ialomița.

## Storia
La città viene citata per la prima volta nei Racconti di viaggio di Johannes Schiltberger e divenne successivamente la capitale del Voivodato di Valacchia, probabilmente sotto il regno di Mircea I di Valacchia, quando venne costruito il palazzo reale (Curtea Domnească), a cui successivamente Vlad III di Valacchia aggiunse la Torre Chindia, oggi un simbolo della città.

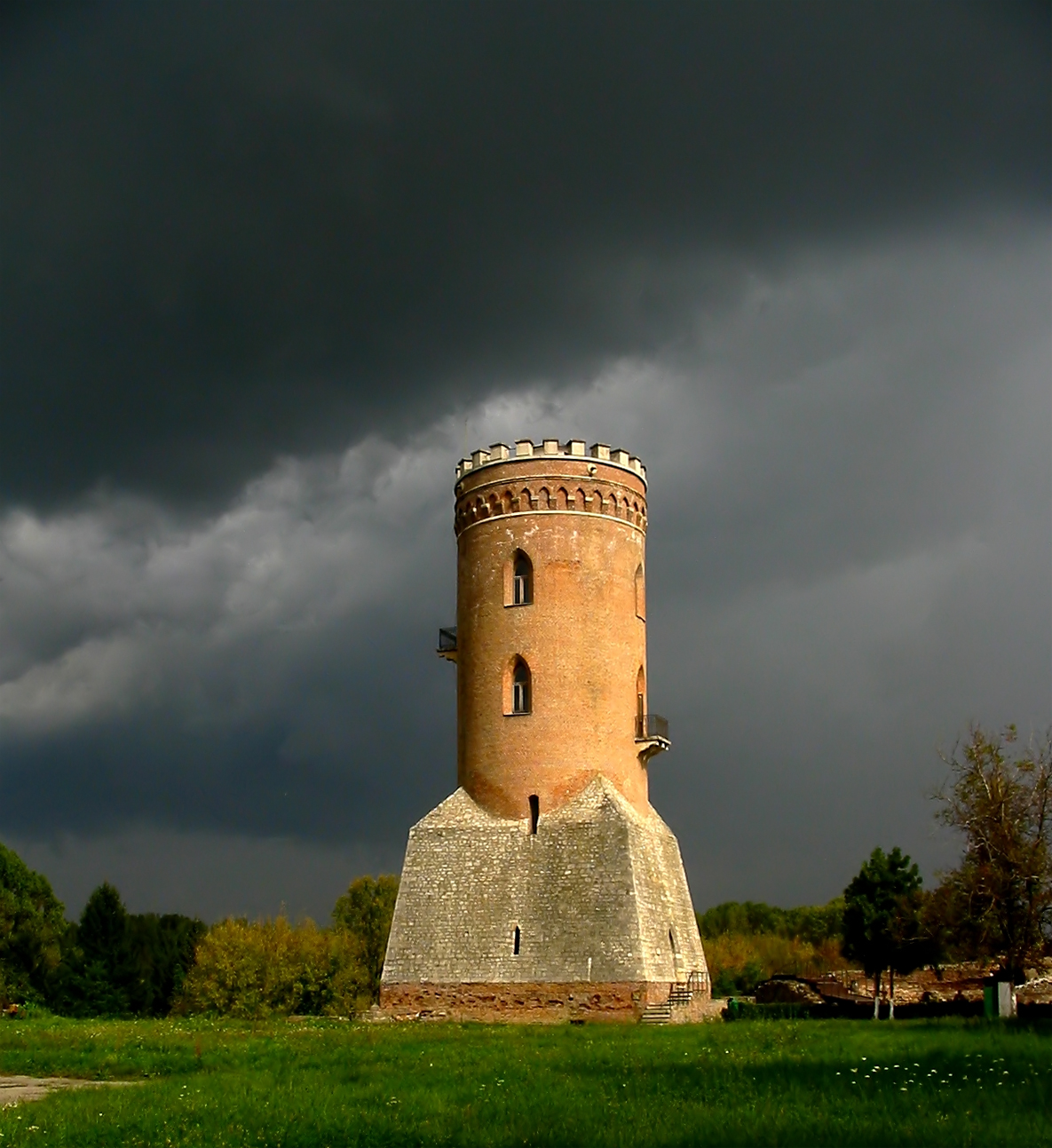
La Torre Chindia.

Nel 1597 nella zona di Târgoviște avvenne una grande battaglia vinta da Michele il Bravo contro l'esercito Ottomano.
Dopo che Constantin Brâncoveanu spostò la capitale a Bucarest, iniziò per la città un periodo di decadenza sia politica che economica, che portò anche ad una flessione della popolazione.
Nel 1989, durante la rivoluzione e la caduta del comunismo, Târgoviște fu teatro del processo e dell'esecuzione dell'ex dittatore Nicolae Ceaușescu e della moglie Elena.

### La lista dei Voivodi
Una lista dei Voivodi che hanno emesso documenti da Târgoviște, attestando la città come capitale del Paese Romeno conosciuto sotto i nomi di Țara Românească, Valacchia o Muntenia.
| Periodo                                               | Voivoda                                                             | Genealogia                                                         | Documenti emessi | Costruzioni |
| ----------------------------------------------------- | ------------------------------------------------------------------- | ------------------------------------------------------------------ | --- | --- |
| 1386-1418                                             | Mircea I cel Bătrân                                                 | Figlio di Radu I e fratello di Dan I                               | non emette documenti da Târgoviște | cambia la capitale del Paese Romeno dall'Argeș a Târgoviște |
| 1418–1420                                             | Mihail I                                                            | figlio di Mircea I cel Bătrân                                      | 4 documenti in slavo | sottolinea il fatto che Târgoviște è la capitale del Paese Romeno |
| 1420–1421; 1421–1428; 1423-1424; 1426-1427; 1427-1431 | Dan II                                                              | Figlio di Dan I                                                    | 12 documenti (uno in latino, il resto in slavo e romeno) | concede privilegi commerciali ai mercanti di Brașov |
| 1421-1423; 1424-1426; 1427                            | Radu II                                                             | figlio di Mircea I cel Bătrân                                      | 5 documenti in slavo | rinnova i privilegi per i mercanti di Brașov; fissa i contributi doganali per i prodotti di import - export, fissa i luoghi doganali a Târgșor, Târgoviște e Rucăr. |
| 1431-1436                                             | Alexandru I Aldea                                                   | figlio di Mircea I cel Bătrân                                      | 8 documenti in slavo | la prima attestazione documentaria della località di Răzvad; avvia la costruzione del Mănăstirea Dealu |
| 1436-1442; 1443-1447                                  | Vlad II Dracul                                                      | membro della famiglia dei Basarabi e figlio di Mircea I cel Bătrân | 39 documenti in magiaro, slavo, latino, romeno | concede privilegi commerciali ai mercanti di Polonia, Galizia, Moldova; contribuisce alla costruzione della prima casa signorile e alla costruzione della torre Turnul Chindiei |
| 1447-1448; 1448-1456                                  | Vladislav II                                                        | figlio di Dan II                                                   | 23 documenti (di cui 2 sono considerati falsi), in slavo e latino | prima fase di costruzione della Torre Chindia |
| 1448; 1456-1462; 1476                                 | Vlad III di Valacchia                                               | figlio di Vlad II Dracul                                           | 6 documenti (di cui uno è considerato falso) in slavo e latino | completamento dei lavori della Torre Chindia, e lavori ad un "buon castello" al quale lavoravano dei maestri di Sibiu |
| 1473; 1474; 1475-1476; 1476-1477                      | Basarab III Laiotă cel Bătrân o Laiotă Basarab                      | figlio di Dan II                                                   | 2 documenti in slavo | privilegia l'attività dei mercanti di Brașov e si obbliga ad avvisarli nel caso di invasione turca per potersi proteggere. (si possono trovare delle informazioni su di lui nell'opera di Antonio Bonfini) |
| 1481; 1482-1495                                       | Vlad Călugărul                                                      | figlio di Vlad II Dracul                                           | 45 documenti in slavo, di cui due sono considerati falsi | Continua i lavori alla Curtea Domneasca (un castello o un palazzo) sotto la supervisione del maestro di Transilvania Michel |
| 1495-1508                                             | Radu cel Mare                                                       | figlio di Vlad IV Călugărul                                        | 73 documenti in slavo | Manastirea Dealu, la chiesa Sf. Gheorghe, Mitropolia |
| 1508-1509                                             | Mihnea I cel Rău                                                    | figlio di Vlad Țepeș                                               | non emette documenti | - |
| 1510-1512                                             | Vlad V cel Tânăr                                                    | figlio di Vlad IV Călugărul                                        | 6 documenti, firma un trattato di pace e commercio con Barnabas Belay ban di Severin | finalizza la costruzione di Manastirea Dealu |
| 1512-1521                                             | Basarab V Neagoe                                                    | figlio di Pârvu Craiovescu                                         | 32 documenti | Mitropolia e chiesa Sf. Gheorghe |
| 1522; 1523; 1524; 1524-1525                           | Radu V de la Afumați                                                | figlio di Radu cel Mare                                            | 8 documenti | - |
| 1523; 1524; 1526                                      | Vladislav II di Valacchia                                           | figlio di Dan II                                                   | 52 documenti (uno falso) | lavori di fortificazione della città |
| 1529-1530                                             | Moise Vodă                                                          | figlio di Vladislav III di Valacchia                               | 1 documento | attribuisce Aninoasa alla Mitropolia Targoviste |
| 1530-1532                                             | Vlad VII Înecatul                                                   | figlio di Vlad V cel Tânăr                                         | 10 documenti; quello datato 1532 costituisce la prima attestazione documentata della località Fieni | Mănăstirea Viforâta |
| 1532-1535                                             | Vlad VIII Vintilă, conosciuto anche come Vlad Vintilă de la Slatina | figlio di Radu cel Mare                                            | 31 documenti; il documento del 1534 attribuisce alla Mitropoliei Aninoasa e i vigneti | - |
| 1535-1545                                             | Radu Paisie conosciuto come Petru de la Argeș                       | figlio di Radu cel Mare                                            | 82 documenti; in quello del 1536 attribuisce alla Mitropolia il vigneto di Ștefănești Argeș | - |
| 1552-1553                                             | Radu VIII Ilias Haidăul                                             | figlio di Radu V de la Afumați                                     | 2 documenti per i Monasteri Argeș e Tismana, 3 epistole (al generale Castaldo nel 1553), e a Toma Nàdasdy commissario imperiale in Transilvania e comandante della fortezza di Făgăraș                                                    | - |
| 1545-1552; 1553-1554; 1558-1559                       | Mircea V Ciobanul conosciuto come Mircea Ciobanul                   | Quinto figlio di Radu cel Mare                                     | 1 documento per l'attribuzine della proprietà di Tatomir, e tre epistole al sindaco di Sibiu Petru Haller, e una a Francisc Kendy consigliere del re di Ungheria                                                                          | - |

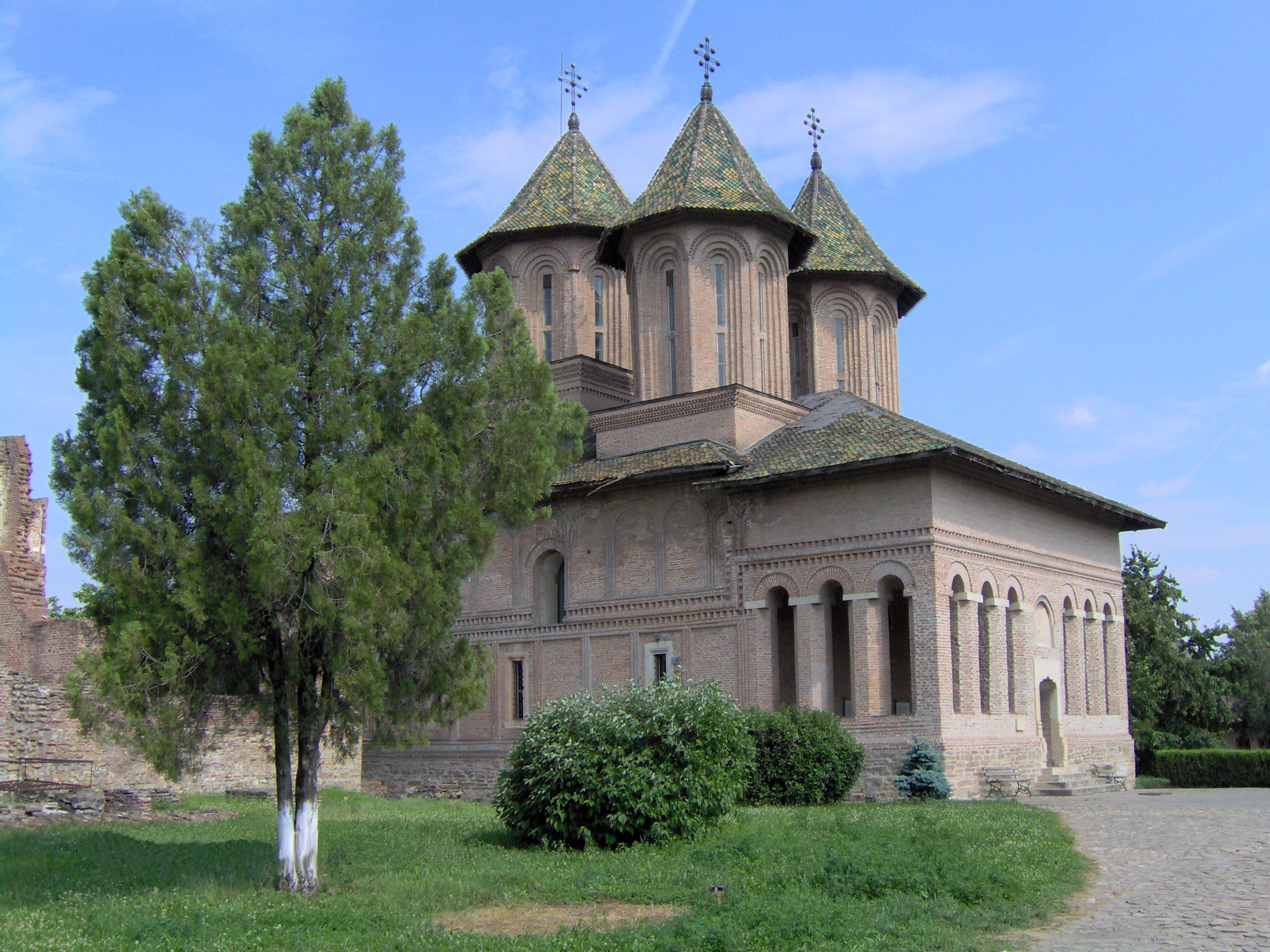
Biserica domneasca

| 1554-1557                                             | Pătrașcu cel Bun                                                    | figlio di Radu Paisie                                              | 14 documenti | Manastirea Gorgota |
| 1568-1574                                             | Alexandru II Mircea                                                 | figlio di Mircea III Miloș                                         | 28 documenti per le attribuzioni al Monastero Nucet, per il stolnicul Stoica a proposito del paese Finta, e un'epistola per il principe di Transilvania Ștefan Báthory                                                                    | - |
| 1577-1583; 1583-1591                                  | Mihnea II Turcitul                                                  | unico figlio di Alexandru II Mircea                                | 73 documenti; in un documento attribuisce al Monastero Nucetu (dopo un giudizio) il paese Badesti con tutto il circondario, il mulino e gli zingari                                                                                       | - |
| 1583-1885                                             | Petru II Cercel                                                     | figlio di Pătrașcu cel Bun                                         | 25 documenti | Palatul domnesc e la chiesa Biserica Mare Domneasca; allestimento della Corte, compresi i giardini all'italiana; la rete fognaria della città e del Palazzo Residenziale; la chiesa Sf. Voievozi |
| 1593-1601                                             | Mihai Viteazul                                                      | figlio di Pătrașcu cel Bun                                         | 63 documenti; le lettere spedite al principe Sigismund Báthory, all'arciduca Maximilian de Habsburg, all'imperatore Rudolf II | - |
| 1599-1600                                             | Nicolae Pătrașcu                                                    | figlio di Mihai Viteazul                                           | 16 documenti | - |
| 1600-1601; 1601-1602                                  | Simion Movilă                                                       | fratello del Metropolita Gheorghe Movilă e Ieremia Movilă          | 21 documenti in slavo, in una lettera mandata al papa Paolo V, Simion Movilă di firma come Dei gratia Palatinus et Princeps Terrarum Moldaviae et Valachiae Transalpinae; la lettera ha l'emblema unito della Moldavia e del Paese Romeno | - |
| 1601-1602; 1611-1616; 1620-1623                       | Radu IX Mihnea                                                      | figlio di Mihnea II Turcitul                                       | 386 documenti | biserica mare domneasca |
| 1602-1611; 1611                                       | Radu X Șerban                                                       |                                                                    | 237 documenti | - |
| 1617; 1618-1620                                       | Gavril Movilă                                                       | figlio di Simion Movilă                                            | 37 + 148 documenti | - |
| 1616-1618; 1627-1629                                  | Alexandru IV Iliaș                                                  | suo padre Ilie era figlio di Alexandru Lăpușneanu                  | 93 documenti | - |
| 1623-1627                                             | Alexandru V Coconul                                                 | figlio di Radu IX Mihnea                                           | 95 documenti, dei quali 85 in slavo | - |
| 1629-1632                                             | Leon Tomșa                                                          | -                                                                  | 2 documenti | - |
| 1632-1654                                             | Matei Basarab                                                       | figlio di Danciul din Brâncoveni                                   | 30 documenti | il sistema di fortificazione della città; il bagno pubblico; le mura e la cappella - Paraclis della Corte Signorile, le chiese: Sf. Nicolae-Andronești, Sf. Împărați, Sf. Nicolae-Geartoglu rifatta. |
| 1654-1658                                             | Constantin I Șerban Basarab                                         | figlio di Radu Șerban                                              | 12 documenti | Casa Bălașa 1656 |
| 1658-1659                                             | Mihnea III di Valacchia (Mihail Radu)                               | ultimo principe della famiglia Basarab                             | - | Biserica Mare Domneasca |
| 1659-1660                                             | Gheorghe I Ghica                                                    | albanese di origine greca                                          | - | in 1659 cambia la capitale del Paese Romeno da Târgoviște a Bucarest per ordine turco (l'Impero ottomano voleva avere accesso alla capitale in modo facile, e Bucarest presentava tutte le caratteristiche di una città accessibile e controllabile facilmente dal Danubio)                                                                                    |
| 1688-1714                                             | Constantin Brâncoveanu                                              | figlio di Matei Brâncoveanu e nipote di Șerban I Cantacuzino       | 4 documenti in cui si attribuisce al Mănăstirea Horezu case ed altri beni a Târgoviște | Termina i lavori alla biserica mare domneasca (integrazioni, pittura, arredamento); il rifacimento dei bagni signorili; l'allestimento dei giardini signorili e una torretta; la costruzione delle case signorili e quelle site fuori mura; il restauro dei complessi ecclesiastici: Mitropolia, Stelea, Dealu e le chiese Sf. Împărați, Sf. Nicolae-Geartoglu |
| 1714-1715                                             | Ștefan Cantacuzino                                                  | figlio del diplomato, storico, geografo Constantin Cantacuzino     | - | - |

## Cultura

### Teatro
Il teatro Tony Bulandra, dedicato al famoso attore teatrale (1881-1943), è l'unica istituzione teatrale professionale del distretto di Dâmbovița e gode del supporto finanziario dell'amministrazione locale. Il teatro venne inaugurato il 30 gennaio 2002 in occasione delle celebrazioni per il 150º anniversario della nascita del drammaturgo Ion Luca Caragiale
Il teatro municipale per bambini e ragazzi Mihai Popescu, nato dall'idea che il teatro, come forma di comunicazione, ha il potere di avvicinare i bambini ed i giovani ai valori culturali universali attraverso lo studio della letteratura nazionale ed internazionale, attraverso spettacoli di teatro-lettura, animazione stradale, teatro dei burattini. È dedicato a Mihai Popescu, attore teatrale nativo di Târgoviște (1909-1953), morto in scena nel pieno della sua carriera mentre recitava la parte di Iago.

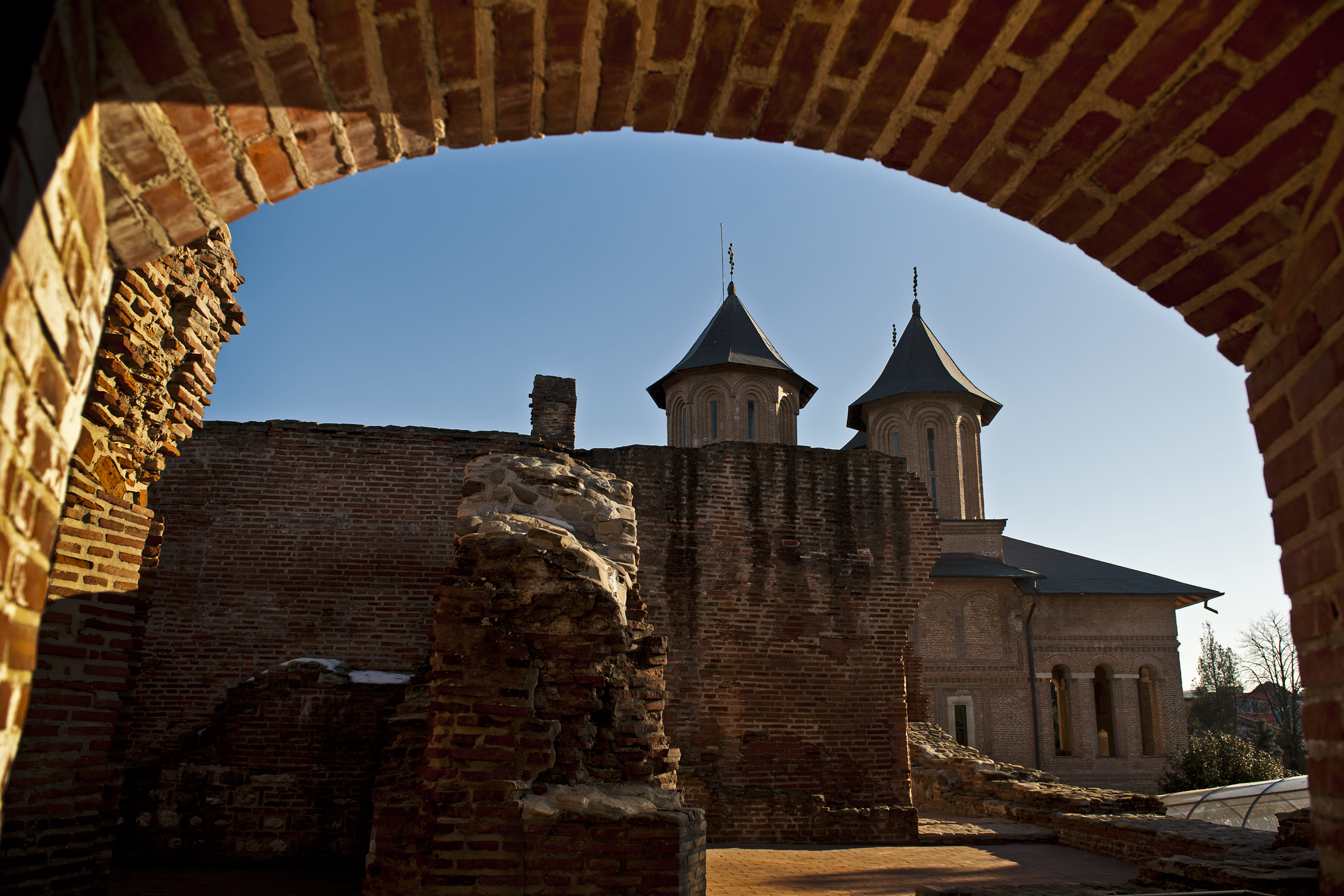
I resti dell' antica Corte

### Festival
Crizantema de aur (Crisantemo d'oro) Festival Nazionale di Creazione ed Interpretazione delle Romante (romanta è un genere di composizione musicale vocale con accompagnamento strumentale avente contenuto lirico, sentimentale), arrivato nel anno 2009 alla quarantaduesima edizione.
Zilele Cetății Târgoviște (I giorni della fortezza) generalmente si festeggia dal 4 all'8 settembre. In questi giorni si organizzano spettacoli musicali, esposizioni (esposizioni di icona su vetro e legno, ricamo, disegno, disegni sulle uova, lavori a maglia, abbigliamento tradizionale, ceramiche, regolazione ambientale per gli esterni - bonsai, esposizioni floreali -, esposizioni di piccioni, esposizioni di rettili), mercati (dei maestri popolari e delle auto), workshop medievale (lotte con la spada, strattegie di lotta, tiro con l'arco, giuochi e balli medievali, equitazione), parata (folclore, medievale, fanfara, teatrale).

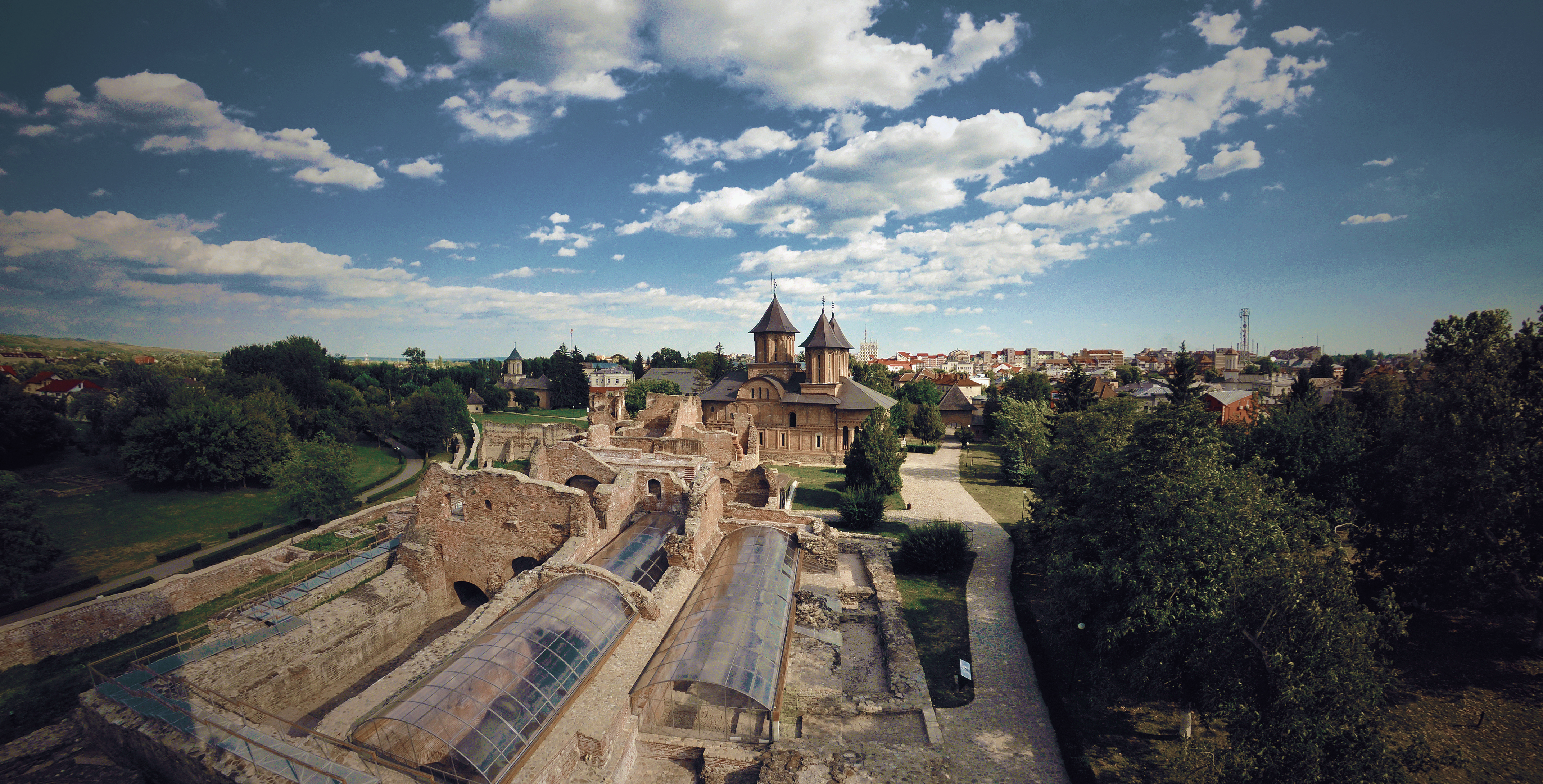
Panorama della Corte

Festivalul de Folk
Festivalul "Ileana Sararoiu"
Filarmonica Muntenia

## Amministrazione

### Gemellaggi
- Tărgovište
- Kazanlak
- Orvault
- Villejuif
- Chattanooga
- Corbetta
- Qom
- Najaf
- Üsküdar
- Erdenet
- Castellón de la Plana
- Santarém
- Gioia del Colle